# Єрьоменко Володимир Миколайович
Володимир Миколайович Єрьоменко (* 31 січня 1956, Красний Луч, Луганська область) — український політик. Голова політичної партії «Праведність». 
За фахом — гірничий інженер, нині на пенсії. 
Головою політичної партії «Праведність» було обрано на Установчому З'їзді 25 жовтня 2008 року.
Як голова партії надавав дієву організаційно-консультативну підтримку ініціативній групі, яка відстоює інтереси постраждалих вкладників.
Автор книги «Бог, політика і ми».
Автор концепції побудови Організованої праведності в Україні. У програмовій статті «На шляху до Держави Праведності» Володимир Єрьоменко, зокрема, наголошує на особливій ролі церкви в житті українського соціуму:
«…впливове моральне і духовне опертя та провідника. Такого свого авторитетного духовного провідника і душпастиря, місію якого ефективно й успішно може виконувати лише соборна, єдина і праведна у Господі вітчизняна — розмаїта і різнобарвна Христова Церква». Лідер «Праведності» наголошує, що на тлі кризових явищ усіх сфер життя суспільства об'єктивною є необхідність утворення нової суспільно-політичної сили, яка б змінила ситуацію:
«Така громадсько-політична сила, котра об'єднає, згуртує громадян України, передусім, практикуючих християн — мирян різних конфесій, обрядів і деномінацій — православних і греко-католиків, римо-католиків й протестантів, етнічних українців та представників нацменшин. Загалом — тих небайдужих й суспільно активних та фахово-кваліфікованих громадян і патріотів, що готові взяти на себе відповідальність, у тому числі — владно-урядову, за долю нашої Вітчизни та її багатостраждального народу».
Термін «праведність» він пропонує розуміти як «наявність і правильний стан особистих стосунків людини з Всевишнім Богом. Усе те, що, зрештою, дає таким людям свідоме бажання, можливість і здатність творити в соціумі Його правду і волю».